# Lech Miodyński
Lech Miodyński (ur. 21 czerwca 1961 w Katowicach) – slawista, literaturoznawca, kulturoznawca i komparatysta związany od 1985 z Uniwersytetem Śląskim w Katowicach, od 2001 kierownik Zakładu Slawistyki Kulturoznawczej Instytutu Filologii Słowiańskiej Uniwersytetu Śląskiego.
Prowadzi badania z zakresu historii literatury: macedońskiej, serbskiej, czarnogórskiej i chorwackiej, w kontekście komparatystycznym i kulturowym. Bada poezję współczesną, procesy literackie i geokulturowe uwarunkowania literatury. Jest autorem wielu artykułów naukowych, recenzji, prac naukowych i popularnonaukowych.
W latach 2002–2013 profesor w Instytucie Filologii Słowiańskiej na Uniwersytecie im. Adama Mickiewicza w Poznaniu.
Był powołany do składu zespołu akredytacyjnego dla kierunków slawistycznych w ramach Polskiej Komisji Akredytacyjnej.
W 2007 pełnił funkcję oficjalnego tłumacza prezydenckiego Lecha Kaczyńskiego podczas wizyty państwowej w Polsce Prezydenta Republiki Macedonii Branko Crvenkovskiego z małżonką.
Przebywał na 11 stypendiach (oraz brał udział w kilkudziesięciu innych wyjazdach celowych) w 7 krajach bałkańskich. Wygłaszał wykłady m.in. na uniwersytetach w Skopju, Wielkim Tyrnowie, Padwie i Atenach. Występował z referatami na 45 konferencjach międzynarodowych.

## Publikacje
Źródło: 

### Monografie autorskie
- Symbole miejsca w kulturze i literaturze macedońskiej, Katowice 2011
- Bogomil G'uzel. Poetycki dialog z naturą i kulturą, Katowice 1994 (wyd. macedońskie 1999)
- Powroty znaczeń. Aktualizacje tradycji kulturowych w literaturze macedońskiej po 1945 roku, Katowice 1999
- Priroda – intelekt – kultura. Prašanjata na poetskoto tvoreštvo na Bogomil G’uzel, Skopje 1999

### Monografie redagowane
- Żeglarze pamięci. Antologia współczesnej literatury macedońskiej, Poznań 2009
- M. Todorova, Bałkany wyobrażone, Wołowiec 2008
- Cywilizacja – przestrzeń – tekst. Słowiańska topografia kulturowa w języku i literaturze, Katowice 2005